# Alt Refrath
Alt Refrath ist ein Stadtteil von Bergisch Gladbach und gehört unter Nr. 62 zum Statistik-Bezirk 6 der Stadt.

## Geschichte
Alt Refrath ist der älteste Siedlungskern in der Umgebung von Refrath. Die erste Rodungstätigkeit im Refrather Raum setzte vermutlich im 9. Jahrhundert ein. Die ersten Kristallisationspunkte der fränkischen Landnahme bildeten die Bereiche um die frühmittelalterliche Refrather Kirche, den Herrenhof Kippekausen und vermutlich auch die Saaler Mühle.

## Die Alte katholische Pfarrkirche
Die im 9. Jahrhundert zunächst als hölzerne Fachwerkkirche errichtete Alte Katholische Pfarrkirche Refrath (im Volksmund: Taufkirche) genügte schon im folgenden Jahrhundert nicht mehr den räumlichen Erfordernissen, da die junge Gemeinde aufgrund fortschreitender Rodungstätigkeiten zahlenmäßig zunahm. Um diesen Erfordernissen Rechnung zu tragen, errichtete man im 10./11. Jahrhundert einen Steinbau am Standort der alten Holzkirche. Nachdem dieses Gebäude um 1050 niedergebrannt war, erfolgte um 1200 ein steinerner Neubau, der noch im 13. Jahrhundert mit einem Turm ergänzt wurde. Dieser dritte Kirchenbau wurde 1765/66 mit einer Sakristei erweitert und blieb bis in die Gegenwart erhalten. Das kirchliche Leben verlagerte sich in der zweiten Hälfte des 19. Jahrhunderts in die neu errichtete Kirche St. Johann Baptist, weil der mittelalterliche Bau nicht mehr den räumlichen Anforderungen entsprach.
Die Kirche ist unter Nr. 32 in die Liste der Baudenkmäler in Bergisch Gladbach eingetragen.

## Haus Steinbreche

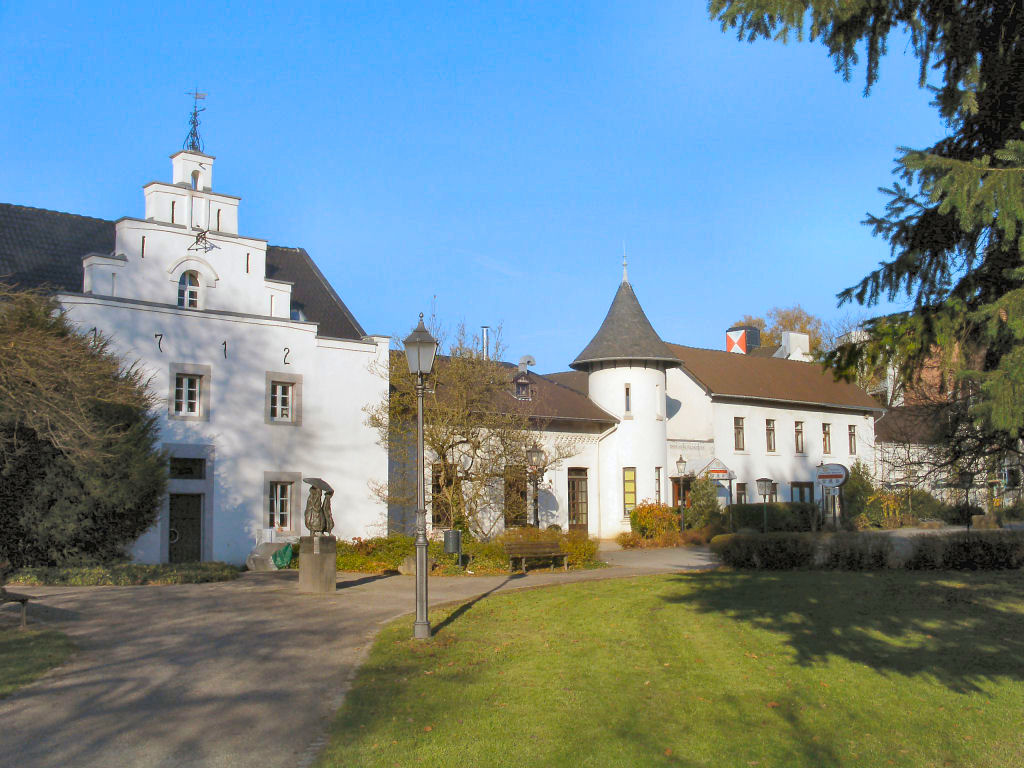
Haus Steinbreche mit der angrenzenden Restauration

Das Haus Steinbreche wurde 1712 von dem Steinmetzmeister Leonard Goudhaire gebaut. Es erhielt seinen Namen von dem nahegelegenen Steinbruch, aus dem Steine für das neue Bensberger Schloss gebrochen wurden. Das Haus ist unter Nr. 38 in die Liste der Baudenkmäler in Bergisch Gladbach eingetragen. Bis 1902 wurden Restaurationsräume, eine Weinstube, ein großer Tanzsaal und die gedeckte Terrasse gebaut.

## Freie Waldorfschule Bergisch Gladbach
Am Mohnweg befindet sich die Freie Waldorfschule Bergisch Gladbachs. Die Schule wurde zum Schuljahresbeginn 1987/88 mit damals 4 Klassen eröffnet und ist seitdem auf 13 Klassen erweitert worden. An der Schule können alle staatlich anerkannten Schulabschlüsse vom Hauptschulabschluss bis zum Abitur erworben werden. Sie orientiert sich am Schulkonzept der Waldorfschulen.

## Bergbau
Seit der Mitte des 19. Jahrhunderts waren in Alt Refrath im Bereich der Einmündung des Neuen Trasswegs in die Straße an der Wallburg die Grube Frankenforst und im Bereich der Freien Waldorfschule am Mohnweg die Grube Teutonia auf die Gewinnung von Eisenerz verliehen worden.

## Bevölkerung
Nach der Einwohnerdatei verfügte Alt Refrath am 30. Juni 2017 über insgesamt 3.120 Einwohner (davon 250 Ausländer). Die Altersgruppe über 65 Jahre war mit 964 Einwohnern (davon 38 Ausländer) deutlich stärker als die Altersgruppe unter 18 Jahre mit nur 453 Einwohnern (davon 22 Ausländer).